# 收穫季
收穫季或枯水季是埃及陰曆和民用曆的第三季，也是一年的最後一個季節。它落在播種季之後，在精神上危險的閏月之前，之後新年的慶祝活動開始了氾濫季（「Ꜣḫt」）。在科普特和埃及行事曆中，本季從帕松月初（約5月9日）開始，持續到Paoni和埃皮普月，最後在梅索里月的月底（約9月5日）結束:453。  

## 名稱
埃及人自己把收穫的季節稱為「枯水季」， 各種音譯為「Shemu」或「Shomu」，指尼羅河開始其年度氾濫前的狀態。
它也被稱為夏天或旱季。

## 陰曆
在陰曆中，根據需要添加閏月，以在本季的第四個月保持天狼星的偕日升。這意味著收穫季節通常從五月持續到九月。由於洪水的確切時間各不相同，「枯水季」（低水位）的月份不再準確反映河流的狀況，但這個季節通常是埃及糧食收割的收穫季。

## 民用曆
在民間曆法中，托勒密和羅馬時期沒有閏年，這意味著季節每四年損失大約一天，因此相對於回歸年或格里曆並不穩定。

## 月
收穫季分為四個月。在陰曆，每一個月都是在新月已經不可見的黎明時分開始的。在民用曆，每個月都有30天，分為三個10天的週，稱為旬。
在古埃及，這些月份通常按季節內的數位記錄：I、II、III和IV「Šmw」。它們也以其主要節日的名稱而聞名，這些節日在波斯佔領後越來越多地被使用。這些後來成為科普特曆月份名稱的基礎。
| 埃及            | 埃及                             | 科普特  |
| 音譯            | 意義                             | 科普特  |
| --------------- | -------------------------------- | ------- |
| I Šmw Hnsw      | 枯水季的第一個月                 | Pashons |
| II Šmw Hnt-Hty  | 枯水季的第二個月                 | Paoni   |
| III Šmw Ipt-Hmt | 枯水季的第三個月                 | Epip    |
| IV Šmw          | 枯水季的第四個月 新年的 太陽誕生 | 梅索里  |

## 註解
1. ↑  枯水季節的替代表示包括 | N37 | N5 |, | N37 · N35 | N35 · N35 |, | N37 | N35A |, | N37 | Z5 | N5 |, and | N37 | Z5 | Z5 |[2]和| N37 · N36 | t · N5 |.[來源請求]